# LFG Roland D.II
O LFG Roland D.II foi um caça de um assento alemão da Primeira Guerra Mundial. O modelo foi fabricado pela Luftfahrzeug Gesellschaft, e, também, pela Pfalz Flugzeugwerke sob licença.

## Projeto de desenvolvimeto
O D.II usa uma fuselagem monocoque de Madeira compensada.
A asa superior foi anexada à fuselagem por meio de um grande pilão central, prejudicando a visão direta do piloto. O armamento consistiu em metralhadoras "Spandau" LMG 08/15.
O D.II foi inicialmente alimentado por um motor Mercedes D.III de 160 hp, com uma velocidade máxima de 105 mph ao nível do mar. As aeronaves posteriores, designadas D.IIa, foram alimentadas por um Argus As III de 180 hp. O As.III ofereceu um desempenho fraco acima de 3.000 m e o D.IIa foi principalmente relegado para operações na Frente Oriental.

## Variantes
- D.II: caça biplano de um assento, alimentado por um motor a pistão Mercedes D.III de 160 hp (119 kW).
- D.IIa: caça biplano de um assento, alimentado por um motor de pistão Argus As.III de 180 hp (134 kW).
- C.V: derivado de dois assentos com um motor Mercedes D.III de 160 hp (119 kW).
- Pfalz D.II/D.IIa: aeronave construída sob licença pela Pfalz Flugzeugwerke. Foram construídos 100 D.II e 100 D.IIa.[1]

## Operadores

### Bulgária
- Força Aérea da Bulgária

### Império Alemão
- Luftstreitkräfte
  - Jasta 25
  - Jasta 27
- Kaiserliche Marine

## Ligações externos
- «Military Factory» (em inglês)